# Hakedahl
Hakedahl este o localitate care se află la 3 km și aparține de orașul Detmold. Localitățile sectoarele vecine fiind Klüt, Brokhausen, Vahlhausen și Detmold-Nord. Localitatea s-a format prin unirea comunelor Herberhausen, Hohenwart șiHakedahl. Localitatea este amintită în anul 1427 sub numele de Hawkesdahl (Habichtstal) fiind proprietatea familei nobiliare „Burgmann” trecând ulterior în proprietatea familiei „Exter”. In anul 1761 Hakedahl devine proprietate obștească.